# Kamiokita
La kamiokita es la forma mineral de un óxido de hierro y molibdeno  de composición Fe2Mo3O8.
D. Picot y Z. Johan le dieron su nombre en 1977 por su localidad tipo, la mina Kamioka (prefectura de Gifu, Japón).

## Propiedades
La kamiokita es un mineral opaco, negro —gris con tinte oliva en luz reflejada— con brillo metálico o submetálico.
Presenta un notable anisotropismo, de gris parduzco claro a gris verdoso oscuro e igualmente muestra una marcada birreflectancia, de gris a gris oliva.
Tiene dureza 4,5 en la escala de Mohs y una densidad de 5,96 g/cm³.
Cristaliza en el sistema hexagonal, clase dihexagonal piramidal (6mm).
Su contenido de molibdeno es del 52% y el de hierro del 21%; como principales impurezas puede incluir cobre, titanio y silicio.
Es el miembro principal del grupo mineralógico que lleva su nombre —grupo de la kamiokita—, del que forman parte la majindeíta y la iseíta, siendo esta última isoestructural con la kamiokita.

## Morfología y formación
La kamiokita forma gruesos cristales tabulares hexagonales, de hasta 3 mm, piramidales hemimórficos. También puede adoptar hábito granular.
Este mineral se ha encontrado en vetas de cuarzo-molibdenita asociadas a diques de pórfido de granito. También en fisuras rellenadas durante metamorfismo regional de grado bajo de basaltos.
Suele encontrase asociado, además de a molibdenita y cuarzo, a feldespato potásico, fluorita, ilmenita, scheelita, domeykita, algodonita, niquelina, maucherita, koutekita, safflorita, calcita, magnetita y grafito.

## Yacimientos
La localidad tipo de este mineral óxido es el depósito Tochibora, en la mina Kamioka (Gifu, Japón). También se le ha encontrado en la prefectura de Hami (Sinkiang, China).
En América hay depósitos cerca de Parauapebas (Pará, Brasil) y en las minas de cobre de Ahmeek y Mohawk (Míchigan, Estados Unidos). En Europa, la República Checa alberga este mineral en Krupka (Región de Ústí nad Labem), en un depósito de fluorita que fue explotado entre 1952 y 1969.